# Masters de Formule 3

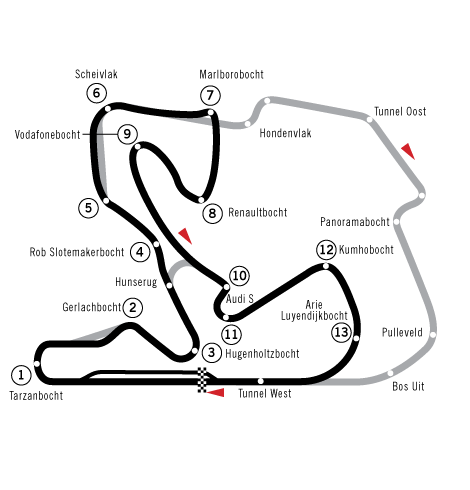
Circuit de Zandvoort

Les Masters de Formule 3 (officiellement RTL GP Masters of Formula 3 depuis 2008) sont une épreuve de Formule 3 qui réunit chaque année les meilleurs pilotes des différents championnats européens de Formule 3.

## Historique
De sa création en 1991 jusqu'en 2006, l'épreuve se tient sur le circuit de Zandvoort aux Pays-Bas. En 2007 et 2008, à cause d'une réglementation limitant le bruit à Zandvoort (le circuit accueillant déjà la Formule 3 Euro Series avec le DTM), l'épreuve se dispute sur le tracé de Zolder, en Belgique.
En 2009, l'épreuve revient sur le circuit de Zandvoort puis intègre en 2011 le Trophée international de Formule 3 de la FIA.
L'édition 2017 n'a pas lieu, la faute à des changements de calendrier du circuit ainsi qu'au règlement du championnat d'Europe de Formule 3 qui interdit toute activité de course en amont de la manche. Néanmoins, l’édition 2018 est elle aussi non disputée.

## Palmarès
| Vainqueurs des Masters (1991-présent) | Vainqueurs des Masters (1991-présent) | Vainqueurs des Masters (1991-présent) | Vainqueurs des Masters (1991-présent) | Vainqueurs des Masters (1991-présent) |
| Année                                 | Vainqueur                             | Voiture                               | Formule - championnat                 | Résultats                             |
| ------------------------------------- | ------------------------------------- | ------------------------------------- | ------------------------------------- | ------------------------------------- |
| 1991                                  | David Coulthard                       | Ralt Mugen                            | Formule 3 (Hors championnat)          | Résultats                             |
| 1992                                  | Pedro Lamy                            | Reynard Opel                          | Formule 3 (Hors championnat)          | Résultats                             |
| 1993                                  | Jos Verstappen                        | Dallara Opel                          | Formule 3 (Hors championnat)          | Résultats                             |
| 1994                                  | Gareth Rees                           | Dallara Mugen                         | Formule 3 (Hors championnat)          | Résultats                             |
| 1995                                  | Norberto Fontana                      | Dallara Opel                          | Formule 3 (Hors championnat)          | Résultats                             |
| 1996                                  | Kurt Mollekens                        | Dallara Mugen                         | Formule 3 (Hors championnat)          | Résultats                             |
| 1997                                  | Tom Coronel                           | Dallara Toyota                        | Formule 3 (Hors championnat)          | Résultats                             |
| 1998                                  | David Saelens                         | Dallara Renault                       | Formule 3 (Hors championnat)          | Résultats                             |
| 1999                                  | Marc Hynes                            | Dallara Mugen                         | Formule 3 (Hors championnat)          | Résultats                             |
| 2000                                  | Jonathan Cochet                       | Dallara Renault                       | Formule 3 (Hors championnat)          | Résultats                             |
| 2001                                  | Takuma Satō                           | Dallara Mugen                         | Formule 3 (Hors championnat)          | Résultats                             |
| 2002                                  | Fabio Carbone                         | Dallara Renault                       | Formule 3 (Hors championnat)          | Résultats                             |
| 2003                                  | Christian Klien                       | Dallara Mercedes-Benz                 | Formule 3 (Hors championnat)          | Résultats                             |
| 2004                                  | Alexandre Prémat                      | Dallara Mercedes-Benz                 | Formule 3 (Hors championnat)          | Résultats                             |
| 2005                                  | Lewis Hamilton                        | Dallara Mercedes-Benz                 | Formule 3 (Hors championnat)          | Résultats                             |
| 2006                                  | Paul di Resta                         | Dallara Mercedes-Benz                 | Formule 3 (Hors championnat)          | Résultats                             |
| 2007                                  | Nico Hülkenberg                       | Dallara Mercedes-Benz                 | Formule 3 (Hors championnat)          | Résultats                             |
| 2008                                  | Jules Bianchi                         | Dallara Mercedes-Benz                 | Formule 3 (Hors championnat)          | Résultats                             |
| 2009                                  | Valtteri Bottas                       | Dallara Mercedes-Benz                 | Formule 3 (Hors championnat)          | Résultats                             |
| 2010                                  | Valtteri Bottas                       | Dallara Mercedes-Benz                 | Formule 3 (Hors championnat)          | Résultats                             |
| 2011                                  | Felix Rosenqvist                      | Dallara Mercedes-Benz                 | Formule 3 (Trophée international)     | Résultats                             |
| 2012                                  | Daniel Juncadella                     | Dallara Mercedes-Benz                 | Formule 3 (Hors championnat)          | Résultats                             |
| 2013                                  | Felix Rosenqvist                      | Dallara Mercedes-Benz                 | Formule 3 (Hors championnat)          | Résultats                             |
| 2014                                  | Max Verstappen                        | Dallara Volkswagen                    | Formule 3 (Hors championnat)          | Résultats                             |
| 2015                                  | Antonio Giovinazzi                    | Dallara Volkswagen                    | Formule 3 (Hors championnat)          | Résultats                             |
| 2016                                  | Joel Eriksson                         | Dallara Volkswagen                    | Formule 3 (Hors championnat)          | Résultats                             |